# Aborea
Aborea ist eine Spielwelt für das Rolemaster-Rollenspiel (ein Pen-&-Paper-Rollenspiel) oder ein eigenständiges Rollenspielsystem vor dem Hintergrund der Spielwelt Aborea.

## Spielwelt
Als offizielle (und bislang einzige) Spielwelt für die deutsche Version des Rollenspiels Rolemaster bildet Aborea seit 2007 den Hintergrund diverser kommerzieller und kostenloser Abenteuer, welche bereits nähere Informationen zur Spielwelt enthielten. Mit Erscheinen des Aborea-Komplettsets im Jahr 2011 wurde die Welt weiter ausgebaut und erstmals mit einer Übersichtskarte des Kontinents Palea versehen. Eine tiefer gehende Beschreibung der Länder und Regionen erfuhr der Kontinent schließlich mit dem auf der SPIEL 2016 in Essen vorgestellten Atlas, der die Spielwelt aus Sicht eines trionischen Gelehrten beschreibt.

## Rollenspiel

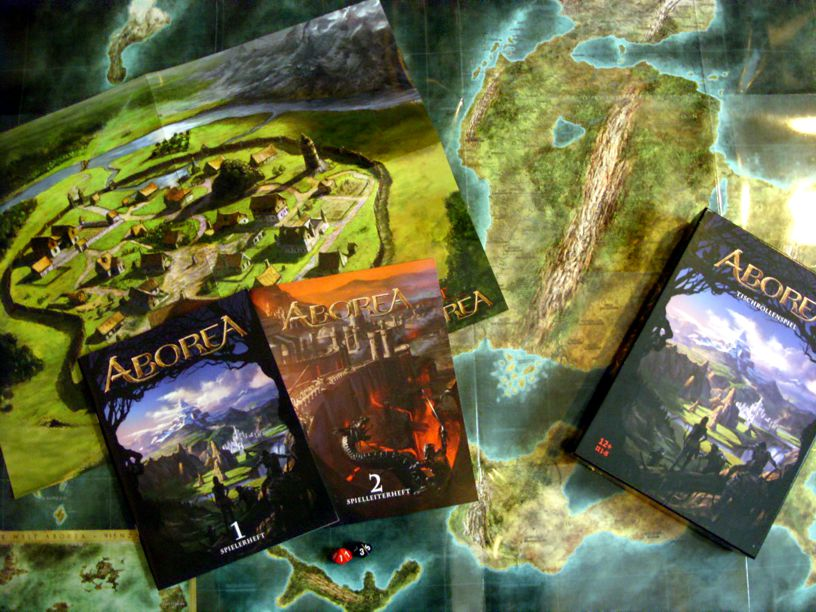
Aborea-Tischrollenspiel (1. Aufl.)

Das Aborea-Komplettset (auch Aborea-Box oder Aborea-Tischrollenspiel) ist ein vollständiges Regelwerk. Die Hintergrundinformationen zur Spielwelt Aborea können in Teilen als Quellenbuch für Rolemaster oder andere Rollenspiele genutzt werden.

### Entwicklung und Konzeption
Aborea wurde im Mai 2011 im Rahmen der Role Play Convention in Köln veröffentlicht. Es handelt sich um einen typischen Vertreter des klassischen Pen-&-Paper-Rollenspiels und grenzt sich durch die Bezeichnung als Tischrollenspiel deutlich vom Computer-Rollenspiel ab. Aborea ist zwar speziell auf jüngere Rollenspiel-Einsteiger zugeschnitten, versteht sich aber als altersunabhängiges Einsteiger-Rollenspiel.
Eine zweite, erweiterte Auflage des Spiels wurde im Oktober 2012 auf den Internationalen Spieltagen in Essen vorgestellt. Neben Fehlerbereinigungen, Ergänzungen (Regelklarstellungen, Index) und neuen Regeln (z. B. zwei neue Berufe, Stufenaufstieg jenseits der 20. Stufe) enthält die 2. Auflage ein zusätzliches drittes Heft mit spielfertigen Abenteuern (darunter eine an das Spiel angepasste Version des Rolemaster-Abenteuers Elisera), neuen Kreaturen und vorgefertigten Spieler- sowie Nichtspielercharakteren.
Bei der im Dezember 2014 erschienenen 3. Auflage des Aborea-Regelwerks handelt es sich um eine fehlerbereinigte, inhaltlich weitgehend unveränderte Neuauflage der 2. Auflage aus dem Jahr 2012.
Auch die 4. Auflage (November 2016) entspricht, abgesehen von Korrekturen und zusätzlichen Erläuterungen, inhaltlich der Vorgängerauflage. Seit der 4. Auflage wird das Rollenspiel als eigenständige, eingetragene Marke und Spielwelt von Sebastian Witzmann vertrieben.
Neben einigen Regelerläuterungen und Korrekturen wurde die 5. Auflage (September 2017) um ein alternatives Erfahrungspunktesystem erweitert.
Eine nur wenig veränderte 6. Auflage wurde im Mai 2018 auf der RPC in Köln vorgestellt.
Zur Verbesserung der Verständlichkeit und Übersichtlichkeit wurde neben kleineren Korrekturen in der 7. Auflage die Darstellung der Spruchlisten neu gestaltet.
In der 8. Auflage wurden die Regeln um Spielbeispiele, Regelvereinfachungen, neue Regeloptionen und -erweiterungen, sowie Anpassungen der Spielbalance erweitert.

### Regelsystem
Aborea ist ein klassen- und stufenbasiertes Regelsystem, welches einige Kernmechanismen des Rolemaster-Rollenspiels in stark vereinfachter Weise aufgreift. Proben, die in Anlehnung an Rolemaster Manöver genannt werden, basieren auf einem „explodierenden Überwürfelsystem“, bei dem mit einem zehnseitigen Würfel gewürfelt und nach Anrechnung weiterer Wurfmodifikatoren, ein festgelegter Zielwert erreicht oder übertroffen werden muss.

### Charaktererschaffung und -entwicklung
Jeder Spielercharakter besitzt fünf Attribute, die nach einem Punktesystem „gekauft“ werden. Diese werden durch das gewählte Volk modifiziert. Außerdem gewähren die fünf zur Verfügung stehenden Völker (Elfen, Gnome, Halblinge, Menschen und Zwerge) weitere Vor- und Nachteile, wie z. B. die Fähigkeit im Dunkeln zu sehen oder Einschränkungen bei der Berufswahl, die den größten Einfluss auf die Rolle des Charakters hat. Es stehen fünf Berufe (Dieb, Krieger, Priester, Waldläufer und Zauberer) zur Auswahl, zwei weitere (Barde und Schamane) wurden in der zweiten Auflage des Spiels (2012) ergänzt und sind ebenfalls kostenlos auf der Verlagswebseite verfügbar. Neben besonderen Fähigkeiten haben die Berufe vor allem Einfluss auf die Entwicklung der Trefferpunkte und Fertigkeiten. Letztere werden ebenfalls über ein Punktesystem vor Spielbeginn gekauft, wobei die genauen Kosten vom gewählten Beruf abhängig sind. Eine Besonderheit bei der Charaktererschaffung bzw. -entwicklung ist der Umstand, dass prinzipiell jeder Charakter Zauber wirken kann. Die Kosten und zur Auswahl stehenden Zauber hängen wiederum vom Beruf ab. Zauber werden anhand von Spruchlisten erlernt, die wie andere Fertigkeiten erworben und gesteigert werden können. Zum Wirken von Zaubern benötigt ein Charakter Magiepunkte, die er analog zu Fertigkeiten und Spruchlisten entwickeln muss.
Im Laufe des Spiels sammelt ein Charakter Erfahrungspunkte. Bei Erreichen einer bestimmten Summe steigt der Charakter eine Stufe auf und erhält zusätzliche Trefferpunkte, Punkte zur Steigerung von Fertigkeiten, sowie (je nach Beruf) weitere Fähigkeiten hinzu.

### Kompatibilität zu Rolemaster
Da Aborea einige Grundkonzepte mit dem Rolemaster-System gemeinsam hat, sind beide Systeme bis zu einem gewissen Grad zueinander kompatibel. Aufgrund des stark vereinfachten Regelsystems ist die Konvertierung von Rolemaster zu Aborea aber meist wesentlich einfacher möglich, als umgekehrt. Das fünfte Abenteuer Der kalte Tod aus der Reihe Abenteuer in Trion ist mit Spielwerten beider Rollenspielsysteme ausgestattet, sodass eine nachträgliche Konvertierung entfällt.

## Veröffentlichungen
Bislang sind folgende Produkte zur Spielwelt Aborea erschienen:
| Werk                                                                         | Art                           | Erscheinungsdatum  |
| ---------------------------------------------------------------------------- | ----------------------------- | ------------------ |
| ABOREA – Das Tischrollenspiel                                                | Regelwerk/Hintergrund         | 7. Mai 2011        |
| ABOREA – Das Tischrollenspiel, 2. Auflage                                    | Regelwerk/Hintergrund         | 18. Oktober 2012   |
| ABOREA – Das Tischrollenspiel, 3. Auflage                                    | Regelwerk/Hintergrund         | 14. Dezember 2014  |
| ABOREA – Das Tischrollenspiel, 4. Auflage                                    | Regelwerk/Hintergrund         | 6. November 2016   |
| ABOREA – Das Tischrollenspiel, 5. Auflage                                    | Regelwerk/Hintergrund         | 1. September 2017  |
| ABOREA – Das Tischrollenspiel, 6. Auflage                                    | Regelwerk/Hintergrund         | 12. Mai 2018       |
| ABOREA – Das Tischrollenspiel, 7. Auflage                                    | Regelwerk/Hintergrund         | 28. September 2019 |
| ABOREA – Das Tischrollenspiel, 8. Auflage                                    | Regelwerk/Hintergrund         | 24. Juni 2021      |
| ABOREA – Atlas der bekannten Welt                                            | Hintergrund                   | 13. Oktober 2016   |
| ABOREA – Spielleiterschirm, 1. Auflage ("Wald")                              | Zubehör                       | Mai 2014           |
| ABOREA – Spielleiterschirm, 2. Auflage ("Unterwelt Edition")                 | Zubehör                       | Februar 2017       |
| ABOREA – Spielleiterschirm, 3. Auflage ("Meer der Geister Edition")          | Zubehör                       | August 2018        |
| ABOREA – Spielleiterschirm, 4. Auflage ("Die Ankunft Edition")               | Zubehör                       | Februar 2020       |
| ABOREA – Spielleiterschirm, 5. Auflage ("Festung des Hexenmeisters Edition") | Zubehör                       | 17. Januar 2021    |
| Elisera                                                                      | Abenteuer (Rolemaster)        | 18. Oktober 2007   |
| Held alter Tage                                                              | Abenteuer (Rolemaster)        | 21. März 2008      |
| Trolle!                                                                      | Abenteuer (Rolemaster)        | Juli 2010          |
| Der Blutende Gott                                                            | Abenteuer (Rolemaster)        | Juli 2010          |
| Das Monster von Leet                                                         | Abenteuer (Rolemaster)        | April 2011         |
| Der kalte Tod                                                                | Abenteuer (Rolemaster/ABOREA) | Mai 2013           |
| ABOREA Solo-Abenteuer Spielbuch (1): Der Dunkle Fürst                        | Abenteuer (ABOREA)            | August 2014        |
| ABOREA Solo-Abenteuer Spielbuch (2): Unten den Augen der Göttin              | Abenteuer (ABOREA)            | Januar 2015        |
| ABOREA Solo-Abenteuer Spielbuch (3): In der Falle                            | Abenteuer (ABOREA)            | September 2015     |
| ABOREA Solo-Abenteuer Spielbuch: Der Dunkle Fürst (Gesamtausgabe)            | Abenteuer (ABOREA)            | Oktober 2015       |
| Von den Göttern verdammt (PDF-Ausgabe)                                       | Abenteuer (ABOREA)            | Dezember 2017      |

Zudem finden sich auf aborea.de einige Abenteuer und Kurzgeschichten zum freien Download.

## Auszeichnungen
Auf der RPC 2013 wurde die zweite Auflage der ABOREA Rollenspielbox im Rahmen der RPC-Fantasy Awards mit einem Juryaward ausgezeichnet.

## Rezensionen
- Aktion-Abenteuer.de[20]
- Die-Dorp.de[21]
- DnD-Gate.de[22][23][6]
- FantasyGuide.de[24]
- FictionFantasy.de[25]
- Greifenklaues’ Blog[26]
- Grimoires.de[27]
- Helden.de[28]
- Larp.tv[29]
- Media-Mania.de[30]
- Metstübchen.de[31]
- Ringbote.de[32]
- Roachware[33]
- RPG-Foren.com[34]
- nerdlicht.net (ehemals: Schreiberlings Egozine)[35]
- SpieLama.de[5]
- Spieletest.at[36]
- System-matters.de[37]
- Teilzeithelden.de[38]
- Traumweite Weblog[39]